# マイク・フィギス
マイク・フィギス （Mike Figgis, 1948年2月28日 - ） は、イングランドの映画監督・脚本家・作曲家。

## 略歴

### 生い立ち
1948年、イングランドのカーライル生まれ。生後間もなく家族に連れられてケニアのナイロビに移住して、幼年期を過ごした後、8歳からはイングランド北部のニューカッスル・アポン・タインで育った。

### 大学時代
ニューカッスル大学の芸術学部に進学。在学中は音楽活動に没頭して様々なバンドで演奏。学友だったブライアン・フェリーが結成した＜The Gas Board＞にも参加して、トランペットやギターを担当した。67年にロンドンで3年間、本格的な音楽活動を行い、＜The People Band＞を結成し、ローリング・ストーンズのチャーリー・ワッツのプロデュースでトランスアトランティック・レコードからアルバムをリリースした。後に、同バンドは映画『ストーミー・マンディ』にカメオ出演することとなる。

### 音楽から映画の世界へ
70年代には、前衛演劇グループ＜The People Show＞にミュージシャンとして参加したのをきっかけに、演技に興味を持ち、その後10年間は同演劇グループの一員となり世界中で公演を行い、成功を収め、批評家からも絶賛された。
80年に同グループから脱退し、王立演劇学校で映画を学びながら、自身の劇団＜The Mike Figgis Group＞を立ち上げ、映像も組み込んだマルチメディア製作法を考案する。音楽、アニメーション、映画を融合した表現を試みた『ショートストーリーズ』を製作、マルチクリエイターとして活躍し、『Redhugh』(1980)、『Slow Fade』(1984)、『Animals of the City』(1985)をヨーロッパで上映し、ライヴアクションと音楽と映像の革新的な融合を試み、数々の賞を受賞した。

### 映画監督として
『Redhugh』が英国のチャンネル4の目に留まり、『Slow Fade』はスティーヴン・レイ主演で『The House』というタイトルで84年にTV放映化され、高い評価を受けたことにより、映画界から注目を浴び、『ストーミー・マンディ』製作のための映画資金調達が可能となった。
そして87年、メラニー・グリフィス主演によるメジャーデビュー作品『ストーミー・マンディ』を監督し、スティングも出演した。同作品は英国よりもアメリカで評価され、89年にはリチャード・ギア主演の「背徳の囁き」を監督し、ハリウッドデビューを飾った。
91年には、引退していたキム・ノヴァクを起用し、スリラー作品『オブセッション／愛欲の幻』の監督と音楽を手掛け、カルト的支持を集めた。HBO局のオムニバスTV番組『男が女を愛する時』3部構成の1編を任せられ、ヘンリー・ミラーの短編「Mara」をジュリエット・ビノシュ主演で監督し、パリで撮影した。
93年にはリチャード・ギア、レナ・オリン共演の『心のままに』、翌94年にはテレンス・ラティガンの戯曲「The Browning Version」をアルバート・フィニー、グレタ・スカッキ、ジュリアン・サンズ主演でリメイクした『明日に向かって・・・』等々、魅力的なキャストを起用した作品を次々と発表し、アメリカでの知名度を確実なものにしていった後、ハリウッドのメジャー製作からインディペンデント作家に戻った。
翌94年、英国のファッションデザイナー、ヴィヴィアン・ウエストウッドについてのドキュメンタリー短編映画『Vivienne Westwood on Liberty 』を監督した。
95年には、ジョン・オブライエンが91年に書いた半自伝小説を基に脚色し、ニコラス・ケイジとエリザベス・シューを主演で、ラスベガスを舞台に、自暴自棄なアルコール依存症の男と高級娼婦との絶望的で儚い恋を感動的に描いた『リービング・ラスベガス』を監督し、音楽も自ら担当した。同作品は、ニコラス・ケイジにアカデミー賞主演男優賞をもたらし、その他にも計4つの主要な賞にノミネートされ、世界中の注目を浴びた。劇中使用される音楽には、スティングがジャズのスタンダード・ナンバーを3曲提供した。なお、マイク・フィギスとは『ストーミー・マンディ』以来の友人であるスティングは製作費がぎりぎりだと知り、ノーギャラで承諾した。
同年、フランクフルト・バレエのアヴァンギャルドなアーティスト、ウィリアム・フォーサイス (バレエダンサー)についてのドキュメンタリー映画『Just Dancing Around』をチャンネル4の出資で撮影し、ヨーロッパで放映された。
97年、ウェズリー・スナイプス、ナスターシャ・キンスキー、ロバート・ダウニー・Jrが共演した『ワン・ナイト・スタンド』では、監督、脚本、音楽の三役をこなした。同作品で、ウェズリー・スナイプスはヴェネツィア国際映画祭主演男優賞を獲得した。
同年、女性のフラメンコ・ダンスについてのドキュメンタリー長編映画『Flamenco Women』も監督した。
99年には、構想に17年（マイク・フィギスが第一稿を書き上げたのが82年）をかけた映画『セクシュアル・イノセンス（原題: The Loss of Sexual Innocence）』を、ジュリアン・サンズ、サフロン・バロウズ、ジョナサン・リース＝マイヤーズ、ケリー・マクドナルド等々の魅力的なキャストで完成させた。製作段階でのタイトルは、“Death and The Loss of Sexual Innocence（死と性的無垢の喪失）”だったが、映画公開時には“Death”が省略された。なお、映画の中で重要な役割を果たすアダムとイヴ役には、一般オーディションを行い、演技未経験の黒人の男性と白人の女性が選ばれた。
同年、カンヌ国際映画祭の最高賞「パルム・ドール」受賞作品『令嬢ジュリー』(1951年)をリメイクし、サフロン・バロウズ主演による心理劇「仮面令嬢(原題: Miss Julie)」も監督した。
2000年以降もなお、実験的な作品「タイムコード(Timecode)」や『HOTEL ホテル』を監督するなど、常に新しいジャンルへと挑戦し続けているが、2003年にはブルース音楽をテーマにしたドキュメンタリー映画『レッド・ホワイト&ブルース』を撮影した。
2007年には、英国の過激でセクシーなランジェリーブランド「Agent Provocateur（エージェントプロヴォケイター）」のキャンペーンに、スーパーモデルのケイト・モスを起用し、4編の短編映画『The 4 Dreams of Miss X 』を撮影した。

## 監督作品

### 長編
| 公開年 | 邦題                                       | 原題                                       | 備考 |
| ------ | ------------------------------------------ | ------------------------------------------ | --- |
| 1984   | The House                                  | The House                                  | テレビ映画 |
| 1988   | ストーミー・マンディ                       | Stormy Monday                              | |
| 1990   | 背徳の囁き                                 | Internal Affairs                           | |
| 1991   | 男が女を愛する時                           | Women & Men 2: In Love There Are No Rules  | テレビ映画 |
| 1991   | オブセッション/愛欲の幻                    | Liebestraum                                | |
| 1993   | 心のままに                                 | Mr. Jones                                  | |
| 1994   | 明日にむかって…                            | The Browning Version                       | 第47回カンヌ国際映画祭パルム・ドールノミネート |
| 1995   | リービング・ラスベガス                     | Leaving Las Vegas                          | 全米映画批評家協会賞 監督賞受賞(1995年) ロサンゼルス映画批評家協会賞 監督賞受賞(1995年) インディペンデント・スピリット賞監督賞受賞(1995年) インディペンデント・スピリット賞脚色賞ノミネート(1995年) 英国アカデミー賞 脚色賞ノミネート(1995年) 第68回アカデミー賞監督賞ノミネート 第68回アカデミー賞脚色賞ノミネート 第53回ゴールデングローブ賞最優秀監督賞ノミネート |
| 1997   | ワン・ナイト・スタンド                     | One Night Stand                            | |
| 1997   | Flamenco Women                             | Flamenco Women                             | ドキュメンタリー映画 |
| 1999   | セクシュアル・イノセンス                   | The Loss of Sexual Innocence               | |
| 1999   | 仮面令嬢                                   | Miss Julie                                 | |
| 2000   | タイムコード                               | Timecode                                   | |
| 2001   | HOTEL ホテル                               | Hotel                                      | |
| 2001   | The Battle of Orgreave                     | The Battle of Orgreave                     | ドキュメンタリー映画 |
| 2002   | 10ミニッツ・オールダー                     | Ten Minutes Older                          | オムニバス映画 |
| 2003   | コールド・クリーク 過去を持つ家            | Cold Creek Manor                           | |
| 2004   | レッド・ホワイト&ブルース                  | Red, White and Blues                       | マーティン・スコセッシ製作総指揮 ドキュメンタリー映画 |
| 2004   | Co/Ma                                      | Co/Ma                                      | ドキュメンタリー映画 |
| 2008   | Love Live Long                             | Love Live Long                             | |
| 2009   | One & Other a Portrait of Trafalgar Square | One & Other a Portrait of Trafalgar Square | ドキュメンタリー映画 |
| 2010   | The Co(te)lette Film                       | The Co(te)lette Film                       | |
| 2012   | Suspension of Disbelief                    | Suspension of Disbelief                    | |
| 2019   | Rotterdam, I Love You                      | Rotterdam, I Love You                      | |

### 短編
- Vivienne Westwood on Liberty （1994年） ドキュメンタリー映画
- Un matin partout dans le monde （2000年） テレビ映画
- 激情 Cold Cuts （2004年） テレビシリーズ『ザ・ソプラノズ 哀愁のマフィア』の一話
- Tied Up at the Office （2006年）
- The 4 Dreams of Miss X （2007年）
- Pilot （2008年） テレビシリーズ『Canterbury's Law』の一話
- Jeff Koons （2009年） テレビシリーズ『3 Minute Wonder』の一話
- Dan Flavin （2009年） テレビシリーズ『3 Minute Wonder』の一話
- Marcel Duchamp （2009年） テレビシリーズ『3 Minute Wonder』の一話
- This Is Sculpture: Carl Andre （2009年） テレビシリーズ『3 Minute Wonder』の一話
- Lucrezia Borgia （2011年）
- China-Town （2011年）

## 著作
- Mike Figgis: Collected Screenplays 1 – Stormy Monday, Liebestraum, Leaving Las Vegas (2002年)
- Digital Filmmaking （2007年）
- デジタル・フィルムメイキング ─新しいプロフェッショナルとは何か (2010年、桂英史＋村上華子訳 フィルムアート社)